# Jeon Jong-seon
Jeon Jong-seon (15 febbraio 1962) è un ex calciatore sudcoreano, di ruolo difensore.